# François l’Olonnais

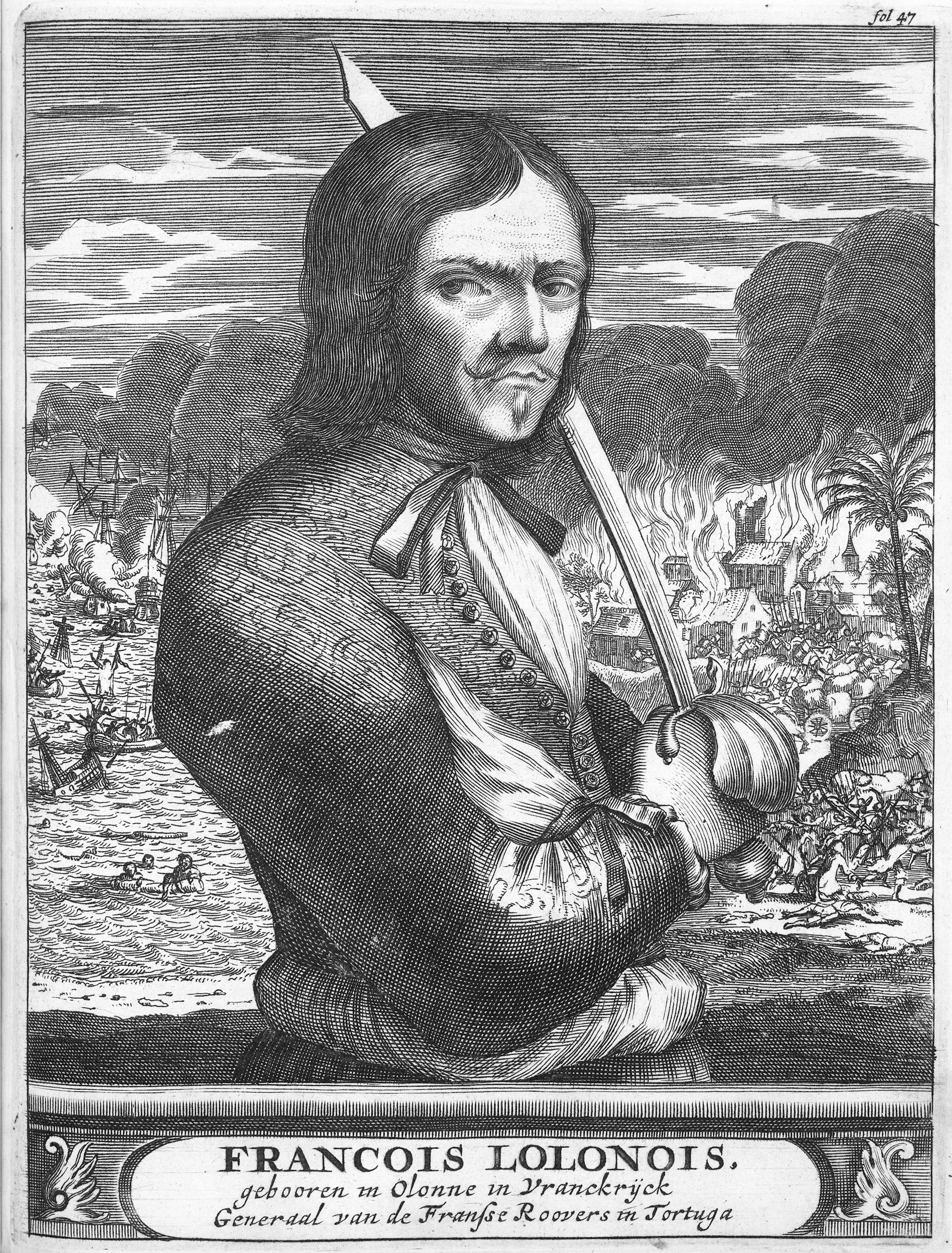
François l’Olonnais in De Americaensche Zee-Rovers von A. O. Exquemelin, 1678

François l’Olonnais, eigentlich Jean-David Nau (* in Les Sables-d’Olonne, Königreich Frankreich; † 1667 in Darién), genannt nach seinem Geburtsort, war ein französischer Bukanier, der in den 1660er Jahren in der Karibik aktiv war. Er gilt als einer der grausamsten Piratenkapitäne während des Goldenen Zeitalters der Piraterie.

## Leben
Alexandre Olivier Exquemelin, dessen 1678 erschienenes Buch De Americaensche Zee-Rovers eines der wichtigsten Quellenwerke zur Geschichte der Piraterie in der Karibik ist, beschreibt im zweiten Teil seines Buches das Leben von l’Olonnais, der in der Hafenstadt Les Sables-d’Olonne im Bas-Poitou an der französischen Atlantikküste geboren wurde. Nachdem er in jungen Jahren als indentured servant in die Karibik gekommen war und seine Zeit abgedient hatte, kam er auf die Insel Hispaniola und nach einiger Zeit zu den Bukaniern und wurde einer ihrer Anführer.
L’Olonnais anscheinend psychopathischer Charakter offenbarte sich in den folgenden Jahren bei zahlreichen Gelegenheiten. Wenn es darum ging, Informationen aller Art zu bekommen, beging er persönlich Akte bestialischer Grausamkeit. So gehörte es zu seinen „Vorlieben“, seine Opfer lebendig mit dem Säbel in Stücke zu hacken.
Sein erstes Kommando erhielt er von dem Gouverneur von Tortuga, Monsieur de la Place. Nach einiger Zeit wurde l’Olonnais in der Nähe von Campeche im Golf von Mexiko schiffbrüchig. Eine Gruppe spanischer Soldaten griffen ihn und seine Besatzung an, wobei fast die gesamte Mannschaft getötet wurde. L’Olonnais selbst überlebte, indem er sich mit dem Blut der anderen beschmierte und sich unter den Toten versteckte. Nach dem Abzug der Spanier entkam er unter Mithilfe einiger Sklaven und machte sich mit einem Boot auf nach Tortuga, wo er durch List ein weiteres Boot bekam. Kurz darauf nahmen er und seine Mannschaft die Einwohner eines Städtchens an der Nordküste von Kuba als Geiseln und verlangten ein Lösegeld von der spanischen Krone. Der Gouverneur von Havanna sandte ein Schiff, um l’Olonnais’ Truppe zu töten. Dieses geriet jedoch in die Hände der Piraten. L’Olonnais ließ alle Besatzungsmitglieder bis auf einen Mann enthaupten. Der Verschonte sollte eine Nachricht nach Havanna bringen, in der l’Olonnais erklärte:

„Fortan werde ich gegenüber keinem Spanier irgendeine Gnade mehr walten lassen.“

1667 stach l’Olonnais von Tortuga aus mit einer Flotte von acht Schiffen und einer Besatzung von 1.600 Piraten in See, um Maracaibo zu plündern. Auf dem Weg dorthin traf er vor Hispaniola auf ein spanisches Schatzschiff, das er erfolgreich kaperte. Dabei brachte er reiche Beute an Kakao, Edelsteinen und mehr als 40.000 Pesos in Silber ein. Ein zweites spanisches Schiff fiel ihm nebst Munition, Pulver und 12.000 Pesos kampflos in die Hände.
Zu dieser Zeit war der Zugang vom Golf von Venezuela zum See von Maracaibo (und damit zur Stadt selbst) durch eine Festung mit 16 Kanonen gesichert. L’Olonnais griff die Festung jedoch von der unbefestigten Landseite aus an und nahm die Stadt ein. Danach schritten die Piraten zur Plünderung der Stadt, stellten jedoch fest, dass die meisten Bewohner geflüchtet waren und ihr Gold versteckt hatten. Die Piraten spürten die Bewohner auf und folterten sie, bis sie die Verstecke ihrer Besitztümer preisgaben. Wochenlang vergewaltigten, folterten und drangsalierten die Piraten nun die Stadtbewohner. Sie entfernten die Kanonen der Festung und zerstörten fast die gesamte Stadtbefestigung, um einen schnellen Rückzug zu ermöglichen. Danach wandten sich die Piraten nach Süden in Richtung des Dorfes Gibraltar (Zulia), am Südufer des Maracaibo-Sees, um auch dieses zu plündern, weil zahlreiche Bewohner der Stadt mit ihrem Gut dorthin geflüchtet waren.

Maracaibo, Cabimas, Ciudad Ojeda und Gibraltar

Obwohl die Piraten in der Unterzahl waren, überwältigten sie die Garnison von Gibraltar, die aus rund 500 Soldaten bestanden haben soll, plünderten das Dorf und zogen sich wieder nach Maracaibo zurück. Sie forderten für ihren Abzug ein Lösegeld von 20.000 Silberpesos und 500 Kühe und Ochsen. Insgesamt brachten sie bei diesem Raubzug 260.000 Silberpesos, Edelsteine, Silberwaren, Seidenstoffe und eine Anzahl Sklaven an sich, die sie unter sich teilten. Der Schaden, der auf diese Weise angerichtet worden war, war so groß, dass die Stadt, die zuvor ein bedeutendes Zentrum des Kakaoexports war, beinahe aufhörte zu existieren.
Die Kunde seines Angriffs auf Maracaibo und Gibraltar erreichte Tortuga, und er erhielt fortan den Beinamen „Plage der Spanier“ (frz.: Fléau des Espagnols). Dies erleichterte es ihm, Teilnehmer für seinen nächsten Beutezug zu gewinnen, und so nahmen später im selben Jahr 700 Piraten an seinem nächsten Angriff auf das mittelamerikanische Festland teil. Sie steuerten die Küste von Nicaragua mit dem Cabo Gracias a Dios an, trieben aber bei Windstille mit der Strömung in den Golf von Honduras. Nachdem sie Puerto Cavallo geplündert hatten, geriet l’Olonnais auf dem Weg nach San Pedro in einen Hinterhalt einer großen Zahl spanischer Soldaten, aus dem er nur mit knapper Not entkommen konnte. Er konnte allerdings einige Spanier gefangen nehmen. Exquemelin schreibt dazu:

„Er zog seinen Säbel, und mit diesem schnitt er die Brust eines dieser armen Spanier auf, und zog dessen Herz heraus mit seinen gottlästerlichen Händen, biss zu und riss daran mit seinen Zähnen, wie ein wilder Wolf, und sprach zu den anderen: Ich werde Euch ebenso behandeln, wenn ihr mir keinen anderen Weg zeigt.“

In Todesangst zeigten ihm die überlebenden Spanier einen anderen Weg nach San Pedro. L’Olonnais und seine überlebenden Männer wurden jedoch zurückgeschlagen und mussten sich auf die Schiffe zurückziehen. Im Golf von Honduras liefen sie auf eine Sandbank. Da sie nicht in der Lage waren, ihr Schiff frei zu bekommen, zimmerten sie aus den Resten ein neues, und fielen schließlich im Golf von Darién in die Hände der einheimischen Bevölkerung. Exquemelin schreibt, dass

„sie ihn lebendig in Stücke rissen, seinen Körper Glied für Glied ins Feuer warfen und seine Asche in die Luft.“

## In der Kunst
- Im Roman Freibeuter des Todes (im englischen Original The Island) von Peter Benchley leben degenerierte Nachkommen l’Olonnais’ unerkannt auf einer Karibikinsel und treiben ihr Unwesen.
- 1980 verfilmte Michael Ritchie den Roman unter dem Titel Freibeuter des Todes.

## Belege
1. 1 2 3  Alexandre Olivier Exquemelin: Die Amerikanische See-Räuber, Nürnberg 1679, Teil 2, Kap. 1–3, S. 159–238. Digitalisat der Library of Congress

| Personendaten    | Personendaten                     |
| ---------------- | --------------------------------- |
| NAME             | l’Olonnais, François              |
| ALTERNATIVNAMEN  | Nau, Jean-David (wirklicher Name) |
| KURZBESCHREIBUNG | französischer Pirat               |
| GEBURTSDATUM     | um 1635                           |
| GEBURTSORT       | Les Sables-d’Olonne               |
| STERBEDATUM      | 1667                              |
| STERBEORT        | Darién                            |